# Рури Хосино
Рури Хосино (яп. 星野ルリ Хосино Рури) — персонаж аниме-сериала Martian Successor Nadesico. Также является главным героем Martian Successor Nadesico: Prince of Darkness и появляется в Gekigangar III, а также в манге по мотивам сериала. По описанию разработчика персонажей, Рури является самым любимым среди зрителей его творением. В 1997 году, в гран-при журнала «Animage», она заняла третье место среди женских персонажей. В следующем году она поднялась до второго места и в 1999 году заняла первое место среди женских персонажей. Все эти три года она оставалась наиболее популярным женским персонажем «Надэсико». Рецензия с сайта Anime News Network отмечает, что Рури пытается пародировать Рей Аянами из аниме «Евангелион», вышедшего годом раньше. С точки зрения же рецензии на THEM Anime, Рури выглядит такой, какой Рей должна была быть.

## Биография
Рури Хосино — навигатор Надэсико. «Фирменная» фраза героини — «бака-бака», которой встречается любая глупость, сделанная на Надэсико. Также она — самый красивый женский персонаж сериала, из-за чего она стала победительницей конкурса на звание «мисс Надэсико», однако отказалась от главного приза — места капитана корабля.
Согласно официальной информации, она была сиротой, и за семь лет до начала основных событий сериала её удочерила пара, работавшая в компьютерной исследовательской лаборатории Нэргала. Там её обучали для того, чтобы она стала членом Надэсико, строительство которого должно было завершиться через шесть лет. Это должно было стать компенсацией за её обучение. На самом же деле Рури является первой принцессой королевства Peaceland — нейтральной нации, начавшей с парка развлечений и позднее разбогатевшей за счёт легализации азартных игр. На момент событий сериала банк этого королевства столь же уважаем, как банк Швейцарии.
Родители Рури долго не могли завести детей и попытались создать ребёнка «в пробирке». Однако лаборатория, в которой производилась эта попытка, была взорвана террористами, пробирки же попали в лаборатории Нэргала. Большая часть зародышей в них к тому времени уже погибла, остальные стали частью эксперимента по генной инженерии. Для них подобрали идеальное место — с чистой водой и не поврежденным озоновым слоем.
Вместо живых людей, которые не могут быть идеальны, родителями Рури стала компьютерная имитация, всегда её хвалившая и никогда не ругавшая. Из образования было исключено всё лишнее и оставлено только то, что детям действительно понадобится в жизни. Рури стала единственным удачным результатом этого эксперимента.
Родители долго её искали и, в конце концов, к большой своей радости нашли. После того как Рури стала известна правда о её происхождении, она предпочла остаться на Надэсико вместо своего королевства.